# Arendalsbanen
| Bahnhof Arendal mit Triebzug des Typs 69 |                                   |                                            |                                         |
| Kursbuchstrecke: | Nelaug–Arendal: R 50              |                                            |                                         |
| Streckenlänge: | 37 km                             |                                            |                                         |
| Spurweite: | 1067 mm ab 20. Okt. 1935: 1435 mm |                                            |                                         |
| Stromsystem: | 15 kV 16⅔ Hz ~                    |                                            |                                         |
| |                                   |                                            |                                         |
| \| \| \| Treungenbanen nach Treungen \| \| \| \| \| Sørlandsbanen nach Kristiansand \| \| \| \| 281,41 \| Nelaug (1910/1935) \| 141 moh. \| \| \| \| Sørlandsbanen nach Drammen \| \| \| \| 283,16 \| Vimmekilen \| Vimmekilen \| \| \| 285,54 \| Flaten (1910) \| 140 moh. \| \| \| 286,66 \| Flatefoss \| Flatefoss \| \| \| 287,22 \| Kilane \| Kilane \| \| \| 288,85 \| Haugsjå (1910) \| Haugsjå (1910) \| \| \| 290,71 \| Bøylefossbru (1911) \| 105 moh. \| \| \| 290,75 \| Bøylefoss bru (über Nidelva, 73 m) \| Bøylefoss bru (über Nidelva, 73 m) \| \| \| 290,83 \| Bøylefoss (71 m) \| Bøylefoss (71 m) \| \| \| 293,28 \| Bøylestad (1910) \| 75 moh. \| \| \| 294,72 \| Langeid \| Langeid \| \| \| 295,85 \| Eivindstad gard \| Eivindstad gard \| \| \| 297,39 \| Eivindstad \| Eivindstad \| \| \| 299,51 \| Froland (1908) \| 48 moh. \| \| \| 300,07 \| Nidelva (108 m) \| Nidelva (108 m) \| \| \| 301,06 \| Horvenes \| Horvenes \| \| \| 301,16 \| Hurvenes (42 m) \| Hurvenes (42 m) \| \| \| 301,79 \| Hurv \| Hurv \| \| \| 302,50 \| Blakstad holdeplass (1989) \| 15 moh. \| \| \| 302,86 \| Blakstad bru \| Blakstad bru \| \| \| 303,51 \| Blakstad stasjon (1908) \| 46 moh. \| \| \| 305,40 \| Messel \| Messel \| \| \| 307,44 \| Rise (1907, früher Bhf., mit Abstellgleis) \| 45 moh. \| \| \| \| Grimstadbanen nach Grimstad \| \| \| \| \| Riksvei 408 \| \| \| \| 309,77 \| Rossedalen (1911) \| Rossedalen (1911) \| \| \| 312,52 \| Bråstad (1908) \| 39 moh. \| \| \| \| Riksvei 42 Sørsvannsveien \| \| \| \| 313,79 \| Stoa seit August 2008 \| Stoa seit August 2008 \| \| \| 314,69 \| Stoa \| Stoa \| \| \| \| Riksvei 42 \| \| \| \| \| Europastraße 18 \| \| \| \| 315,26 \| Solbergvatn \| Solbergvatn \| \| \| \| Riksvei 42 Frolandsveien \| \| \| \| 316,23 \| Torbjørnsbu (1911) \| Torbjørnsbu (1911) \| \| \| 316,42 \| Barbu (871 m) \| Barbu (871 m) \| \| \| \| Gleis zum Bahnbetriebswerk \| \| \| \| \| Riksvei 410 Blødekjærtunnelen \| \| \| \| 317,63 \| Arendal (1908) \| 8 moh. \| \| \| \| Riksvei 410 Barbudalen \| \| \| \| \| Riksvei 410 Kystveien \| \| \| \| \| Gleis zum Eisenbahnkai, (Barbubukt øst) \| \| \| \| \| Gleis nach Arendal Güterlager \| \| \| \| \| Arendal Tollbodkaien (Arendal Hafen) \| \| |                                   |                                            |                                         |
| Strecke (außer Betrieb) |                                   | Treungenbanen nach Treungen                | Treungenbanen nach Treungen             |
| Abzweig ehemals geradeaus und von rechts |                                   | Sørlandsbanen nach Kristiansand            | Sørlandsbanen nach Kristiansand         |
| Bahnhof | 281,41                            | Nelaug (1910/1935)                         | 141 moh.                                |
| Abzweig geradeaus und nach links |                                   | Sørlandsbanen nach Drammen                 | Sørlandsbanen nach Drammen              |
| ehemaliger Haltepunkt / Haltestelle | 283,16                            | Vimmekilen                                 | Vimmekilen                              |
| Haltepunkt / Haltestelle | 285,54                            | Flaten (1910)                              | 140 moh.                                |
| ehemaliger Haltepunkt / Haltestelle | 286,66                            | Flatefoss                                  | Flatefoss                               |
| ehemaliger Haltepunkt / Haltestelle | 287,22                            | Kilane                                     | Kilane                                  |
| ehemaliger Haltepunkt / Haltestelle | 288,85                            | Haugsjå (1910)                             | Haugsjå (1910)                          |
| ehemaliger Haltepunkt / Haltestelle | 290,71                            | Bøylefossbru (1911)                        | 105 moh.                                |
| Brücke über Wasserlauf | 290,75                            | Bøylefoss bru (über Nidelva, 73 m)         | Bøylefoss bru (über Nidelva, 73 m)      |
| Tunnel | 290,83                            | Bøylefoss (71 m)                           | Bøylefoss (71 m)                        |
| Haltepunkt / Haltestelle | 293,28                            | Bøylestad (1910)                           | 75 moh.                                 |
| ehemaliger Haltepunkt / Haltestelle | 294,72                            | Langeid                                    | Langeid                                 |
| ehemaliger Haltepunkt / Haltestelle | 295,85                            | Eivindstad gard                            | Eivindstad gard                         |
| ehemaliger Haltepunkt / Haltestelle | 297,39                            | Eivindstad                                 | Eivindstad                              |
| Haltepunkt / Haltestelle | 299,51                            | Froland (1908)                             | 48 moh.                                 |
| Brücke über Wasserlauf | 300,07                            | Nidelva (108 m)                            | Nidelva (108 m)                         |
| ehemaliger Haltepunkt / Haltestelle | 301,06                            | Horvenes                                   | Horvenes                                |
| Tunnel | 301,16                            | Hurvenes (42 m)                            | Hurvenes (42 m)                         |
| ehemaliger Haltepunkt / Haltestelle | 301,79                            | Hurv                                       | Hurv                                    |
| Haltepunkt / Haltestelle | 302,50                            | Blakstad holdeplass (1989)                 | 15 moh.                                 |
| ehemaliger Haltepunkt / Haltestelle | 302,86                            | Blakstad bru                               | Blakstad bru                            |
| ehemaliger Bahnhof | 303,51                            | Blakstad stasjon (1908)                    | 46 moh.                                 |
| ehemaliger Haltepunkt / Haltestelle | 305,40                            | Messel                                     | Messel                                  |
| Haltepunkt / Haltestelle | 307,44                            | Rise (1907, früher Bhf., mit Abstellgleis) | 45 moh.                                 |
| Abzweig geradeaus und ehemals nach rechts |                                   | Grimstadbanen nach Grimstad                | Grimstadbanen nach Grimstad             |
| Strecke mit Straßenbrücke |                                   | Riksvei 408                                | Riksvei 408                             |
| ehemaliger Haltepunkt / Haltestelle | 309,77                            | Rossedalen (1911)                          | Rossedalen (1911)                       |
| Haltepunkt / Haltestelle | 312,52                            | Bråstad (1908)                             | 39 moh.                                 |
| Brücke |                                   | Riksvei 42 Sørsvannsveien                  | Riksvei 42 Sørsvannsveien               |
| Haltepunkt / Haltestelle | 313,79                            | Stoa seit August 2008                      | Stoa seit August 2008                   |
| ehemaliger Haltepunkt / Haltestelle | 314,69                            | Stoa                                       | Stoa                                    |
| Strecke mit Straßenbrücke |                                   | Riksvei 42                                 | Riksvei 42                              |
| Strecke mit Straßenbrücke |                                   | Europastraße 18                            | Europastraße 18                         |
| ehemaliger Haltepunkt / Haltestelle | 315,26                            | Solbergvatn                                | Solbergvatn                             |
| Brücke |                                   | Riksvei 42 Frolandsveien                   | Riksvei 42 Frolandsveien                |
| ehemaliger Haltepunkt / Haltestelle | 316,23                            | Torbjørnsbu (1911)                         | Torbjørnsbu (1911)                      |
| Tunnel | 316,42                            | Barbu (871 m)                              | Barbu (871 m)                           |
| Abzweig geradeaus und ehemals von links |                                   | Gleis zum Bahnbetriebswerk                 | Gleis zum Bahnbetriebswerk              |
| Strecke mit Straßenbrücke |                                   | Riksvei 410 Blødekjærtunnelen              | Riksvei 410 Blødekjærtunnelen           |
| Bahnhof | 317,63                            | Arendal (1908)                             | 8 moh.                                  |
| Strecke mit Straßenbrücke |                                   | Riksvei 410 Barbudalen                     | Riksvei 410 Barbudalen                  |
| Strecke mit Straßenbrücke |                                   | Riksvei 410 Kystveien                      | Riksvei 410 Kystveien                   |
| Abzweig geradeaus und ehemals nach links |                                   | Gleis zum Eisenbahnkai, (Barbubukt øst)    | Gleis zum Eisenbahnkai, (Barbubukt øst) |
| Abzweig geradeaus und ehemals nach links |                                   | Gleis nach Arendal Güterlager              | Gleis nach Arendal Güterlager           |
| Betriebs-/Güterbahnhof Streckenende |                                   | Arendal Tollbodkaien (Arendal Hafen)       | Arendal Tollbodkaien (Arendal Hafen)    |

Arendalsbanen oder Arendalslinjen ist eine eingleisige Zweiglinie der Sørlandsbane im südlichen Norwegen. Sie verläuft zwischen Nelaug und der Stadt Arendal in der Provinz Agder. 1908 in Kapspur eröffnet, wurde sie 1935 auf Normalspur umgespurt und 1995 elektrifiziert. In Norwegen wird die Strecke auch als Teil der Arendal–Aamli–Treungenbane angesehen.
Sie ist die einzige Zweiglinie der Sørlandsbane, die noch in Betrieb ist. Betreiber im Personenverkehr ist nach einer Ausschreibung des Trafikkpakke Sør (Sørlandsbanen, Jærbanen und Arendalsbanen) seit Dezember 2019 Go-Ahead.

## Geschichte
Die heute Arendalsbanen genannte Strecke wurde von den NSB als Lokalbahn geplant und in Kapspur errichtet, um Arendal mit den wichtigsten Orten am Nidelva zu verbinden. 1908 wurde das erste Teilstück nach Froland eröffnet, 1910 wurde sie bis nach Åmli verlängert und 1913 erreichte die Strecke Treungen. Die Gesamtstrecke Treungen–Arendal wurde damals Treungenbanen genannt.
Die Zweiglinie vom Bahnhof Rise nach Grimstad wurde privat errichtet, aber später von den NSB übernommen und als Grimstadbanen betrieben. Auf dieser Zweiglinie wurden neben den Personenzügen hauptsächlich Güterzüge mit Bauholz und Erz gefahren.
1935 erreichte die Sørlandsbane Nelaug, die Treungenbane wurde zu einer Zweiglinie. Um die Sørlandsbane als Zwischenlösung in Arendal enden lassen zu können, wurde der Abschnitt Arendal–Nelaug auf Normalspur umgebaut.
Am 9. November 1935 fuhr der erste Zug von Oslo West nach Arendal. Als Gäste fuhren unter anderen König Håkon VII., Kronprinz Olav und Premierminister Johan Nygaardsvold mit. 
Während dreier Jahre war Arendal der größte Umsteigepunkt in Südnorwegen: Reisende aus Westnorwegen mussten hier auf dem Weg zur Hauptstadt vom Dampfschiff in die Bahn umsteigen.
1986 erhielt die Arendalsbane einen ernsthaften Konkurrenten durch den Buslinienverkehr zwischen Kristiansand und Oslo mit mehreren Fahrten täglich.
Am 18. August 2008 wurde drei Kilometer vom Bahnhof Arendal entfernt in der Nähe eines Einkaufscenters der Haltepunkt Stoa im gleichnamigen Stadtteil Arendals neu eröffnet. Sie liegt 900 m nördlich einer lange zuvor geschlossenen Haltestelle gleichen Namens.

## Stationen (Auswahl)

### Haltepunkt Flaten
Der Haltepunkt Flaten (norwegisch: Flaten stoppested) ist ein Haltepunkt in der Ortschaft Flaten in der Gemeinde Åmli. Die Entfernung nach Oslo beträgt rund 285 Kilometer. Das Stationsgebäude ist eine einfache Holzhütte. Es wurde im Jahr 1910 eröffnet und liegt auf rund 140 moh.. Der Bahnsteig ist rollstuhlgerecht.